# Szakkarai madár

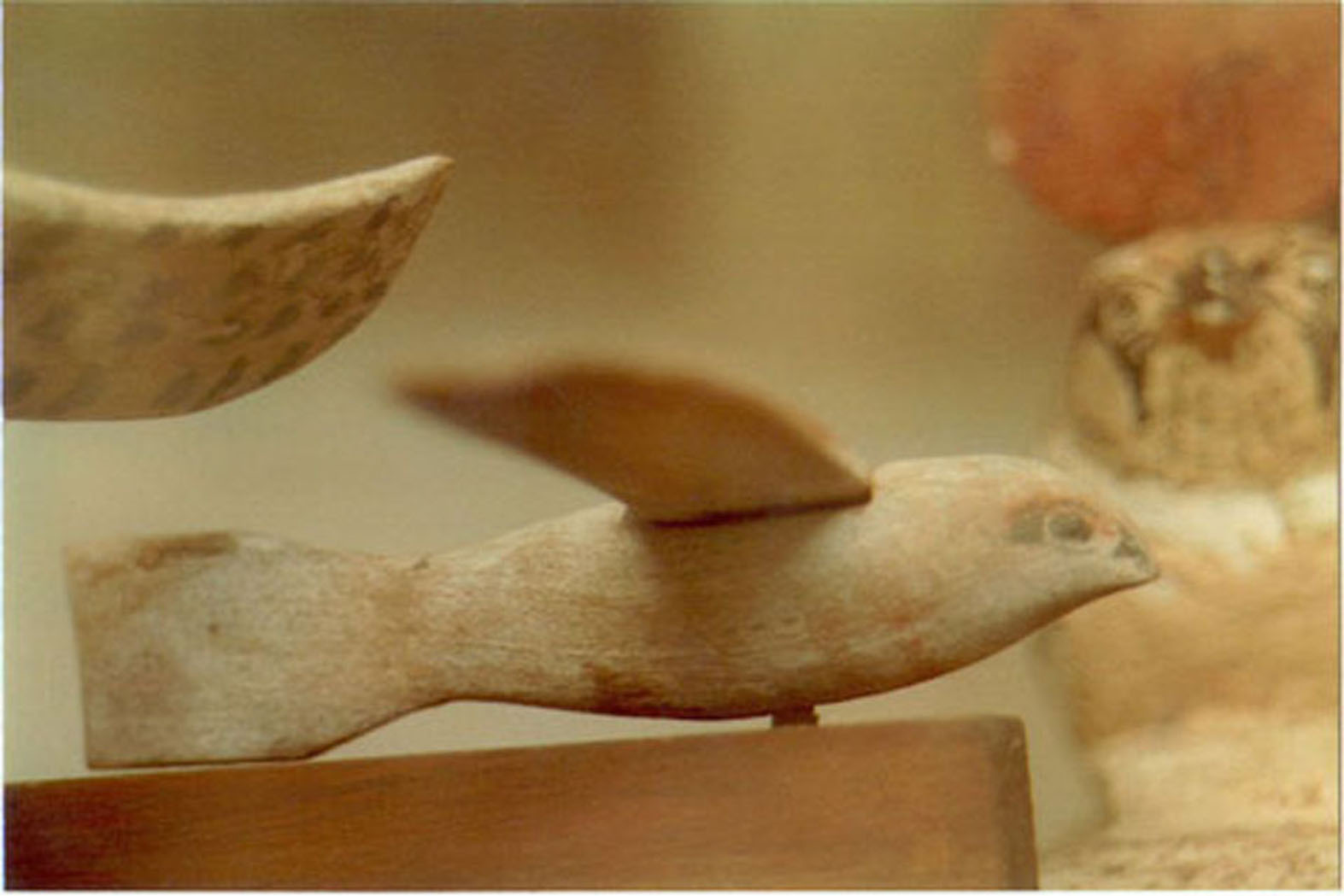
A szakkarai madár

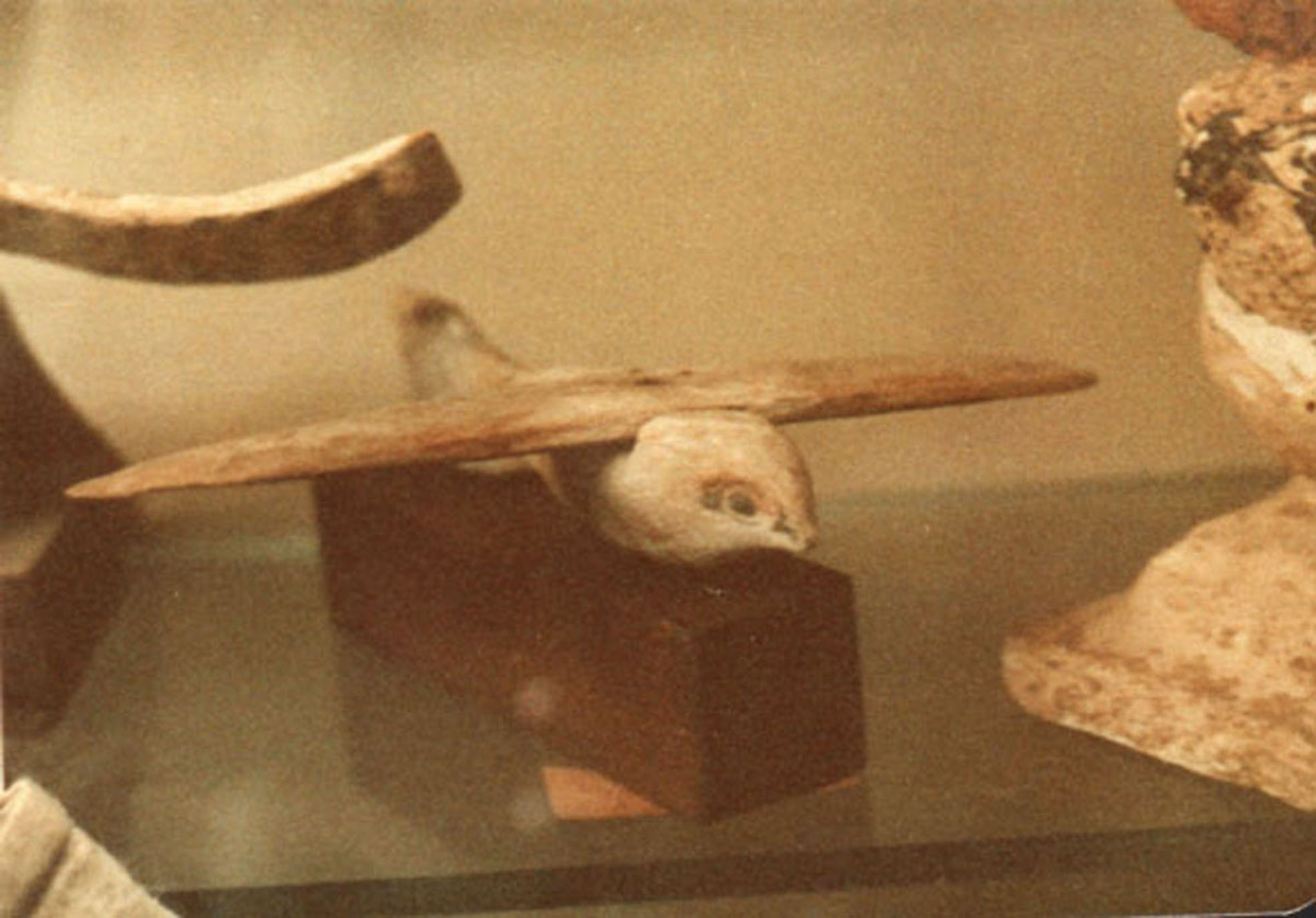

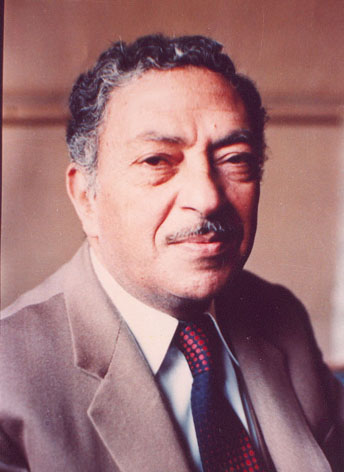
Dr. Khalil Messiha 1988-ban

A szakkarai madár egy jávorfából készült, madár alakú tárgy, melyet az egyiptomi Szakkara mellett találtak 1898-ban az egyik ókori sírban. A sír kb. Kr. e. 200-ból származik. A tárgy hossza 16 cm, szárnyainak fesztávolsága 18 cm,  súlya 39,12 gramm. Megtalálása után a 6347-es számot kapta. Jelenleg Kairóban, az Egyiptomi Múzeumban látható.

## Elméletek a madárról
1969-ben dr. Messiha Khalil (1924–1998), az egyiptomi ősrégiségek tudósa és régész a múzeum pincéjében takarított, amikor észrevette a tárgyat. Olyan jellegzetességei voltak, melyek nem lelhetők fel a madarakban, hanem a repülőgépekre jellemzőek. Messiha, aki fiatalkorában repülőgép-modellező volt, egy repülőgép vonásait ismerte fel rajta. Rábeszélte az egyiptomi művelődési miniszter helyettesét, dr. Moukhtart, hogy alakítson bizottságot a modell megvizsgálására. 1971 decemberében meg is alakult a történészekből és a légiszakértőkből álló bizottság.
A modell szárnya egyenes és a légmozgástan szabályai szerint képzett. A modell orra hegyes, 3 cm hosszú, teste 13 cm, keskenyedő és függőleges vezérsíkban végződik. A külön darabból álló, faragott, beillesztett farokfelület hasonló, mint a repülőgépek vezérszárnya. A farok alsó része egyenetlen, valószínűleg valamit letörhettek róla.
Amikor megkérdeztek néhány repülőszakértőt és pilótát, mindegyik talált rajta valamilyen figyelemre méltó vonást. Ezek mindegyike azt bizonyította, hogy a tárgy megalkotói jártasak voltak a repülés elveiben. A repüléstan egyik szakértője felhívta a figyelmet arra, hogy az egész modellen igen pontos az arányok elosztása, 2:1 és 3:1. Nyilvánvaló, hogy a modell számítások tömkelegének eredménye. A tárgy jókora távolságot repül be kis lökéssel és egy vitorlázógép modelljének felel meg. Minthogy az egyiptomiak arányos kis mintákat készítettek mindenről, amit építettek – mert a sírboltok tele vannak kis templomokkal, obeliszkekkel, harci szekerekkel, hajókkal, házakkal stb. – Messiha és több szakértő arra a következtetésre jutottak, hogy az ókori egyiptomiak kifejlesztették az első repülőgépeket. Nézetük szerint a tárgy egy nagy vitorlázórepülő modellje lehetett, amely súlyos terheket szállított.
Azóta több más, hasonló tárgyat fedeztek fel különböző sírboltokban.
Hasonló, aranyból készült tárgyat találtak Észak-Kolumbia területén, a Kimbaja leletek közt.

## Külső hivatkozások
- A szakkarai madár és az ősi repülés – Youtube (angolul)